# 서창녕
서창녕(1968년 4월 25일~)은 대한민국의 벤처 1세대 출신 기업인이다. 1998년 2월 15일 대한민국 서울에서 아사달인터넷정보회사라는 개인회사를 설립하고, 2000년 4월 14일 아사달인터넷(주)라는 법인을 설립했다. 본관은 달성.

## 생애
경상북도 안동에서 대한민국 철도청 기관사인 아버지와 농부인 어머니 사이에서 태어났다. 초등학교 6학년 때 온 가족이 서울로 이주하였다. 1987년 서울대학교 경제학과에 입학하였고, 3학년 때 서울대 경제학과 학생회장, 4학년 때 사회대 학생회장에 선출되었다. 대학원 졸업 논문 "제5공화국의 하나회 인맥에 관한 연구"는 몇몇 언론에 보도되었다. 박사과정을 서울대 사회대 수석으로 입학하였다. 1997년 경희의료원 정형외과 전공의(레지던트)였던 이종원과 결혼하였다. 1999년 아사달을 설립하여 웹호스팅 및 도메인 등록 서비스를 제공하였다.

### 제5공화국의 하나회 인맥에 관한 연구
서창녕의 석사논문 「제5공화국의 하나회 인맥에 관한 연구」는 전두환을 중심으로 한 군부 사조직 하나회가 어떻게 권력을 장악하고 유지했는지를 ‘후견인-수혜자 관계’라는 개념틀로 분석한 정치학적 연구이다. 그는 후견인이 물질적·정신적 혜택을 제공하고 수혜자가 자발적 충성으로 보답하는 관계를 중심으로, 하나회가 육사 11기생들을 기반으로 박정희의 후원을 받으며 성장했고, 회원 간 상호 지원과 ‘자리 물리기’를 통해 군 요직과 정권의 핵심을 장악했음을 실증적 자료와 계보를 통해 고찰했다. 12.12 쿠데타, 5.18 진압, 국보위 구성 등 일련의 사건에서 하나회 인맥의 조직적 영향력을 추적하고, 이를 정치 인맥·사조직 정치의 구조적 폐해로 비판함으로써 한국 군부정치의 비민주성과 파벌주의의 위험성을 학문적으로 입증하였다.

### 한국 위키미디어 협회
2019년 2월 23일, 서창녕은 한국위키미디어협회 제3대 이사장으로 선출되었다. 서창녕은 2019년부터 2021년까지 이사장으로 재임하며 총회, 이사회, 사무국 운영 업무를 집행하였다. 2019년 3월 10일, 한국위키미디어협회는 주한스웨덴대사관과 함께 위키갭 에디터톤 행사를 공동 개최하였다. 2019년과 2020년에 위키컨퍼런스를 서울에서 주최하였다.

### (주)아사달
인터넷 기업인 아사달의 설립자이다. 1998년 2월 미국 로체스터 대학교 박사과정 재학 중 서울에서 아사달을 설립하였다. 처음에는 사무실도 없이 집에서 컴퓨터 1대로 인터넷 서비스를 제공하는 소호(SOHO)로 시작하였고, 2000년 4월 주식회사로 전환하였다. 이후 사업 영역을 도메인 등록에서 웹호스팅, 홈페이지 제작, 인공지능 업무 솔루션까지 확장하였다.  2005년 도메인 .com과 .net 국제도메인에 EPP를 적용하였다. 이는 다양한 도메인 간의 통신 규약 차이로 인한 개발 중복 문제를 해결하려는 업계의 흐름 속에서, 아사달이 가장 많이 사용되는 도메인 영역에 표준 규약을 도입한 것이다. 2014년 자사 디자인 콘텐츠를 저작권위원회의 국가표준식별체계(UCI)에 등록하여, 디지털 콘텐츠의 체계적 관리와 저작권 보호 강화를 위한 기반을 마련하였다. 2015년부터 중소기업과 프리랜서 디자이너를 위한 디자인 저작물 등록 플랫폼을 운영하였다.

### 타고모빌리티
스응 전기차 브랜드 타고모빌리티를 창립하였고 현재 대표이사로 활동하고 있다. 2020년 첫 매장을 개설하며 브랜드를 론칭하였고, 이후 전기승합차 ‘테라밴’ 등 자체 차량을 개발하였다. 완성차 생산보다는 외부 플랫폼 기반의 조립 및 커스터마이징 방식에 집중하고 있으며, 전기승합차 ‘테라밴’을 비롯한 주요 제품은 상용 운수 시장을 겨냥한 실용적 라인업으로 구성되어 있다. 시장 내에서는 고가의 브랜드 중심 전기차들과 차별화된 경제성 중심의 니치 마켓 전략을 추구하고 있으며, 차량 대부분은 중국산 부품 수입 조립 또는 플랫폼 OEM 방식으로 제작된다. 자체 생산설비보다는 위탁 생산과 유통망 확보를 중심으로 사업을 전개하고 있으며, 정부의 친환경 정책 및 국고보조금 대상 제품으로 등재됨에 따라 관급 납품이나 소상공인 대상 수요에 대응하는 중저가 상용차 부문에서 점유율 확보를 시도 중이다.

## 학력
- 서울 대원고등학교
- 서울대학교 경제학과(86학번)
- 서울대학교 대학원 정치학과 석사
- 서울대학교 대학원 정치학과 박사과정 수료[5]

## 경력
- 한국호스팅도메인협회 회장[18]
- 한국위키미디어협회 이사
- 한국도메인기업협회 부회장
- 한국IT기업연합회(KOIBA) 이사
- 한국디자인콘텐츠제작자협회(KODA) 회장
- 남북경제문화협력재단 이사
- (주)UB엔터테인먼트 이사